# Paris–Roubaix 1970

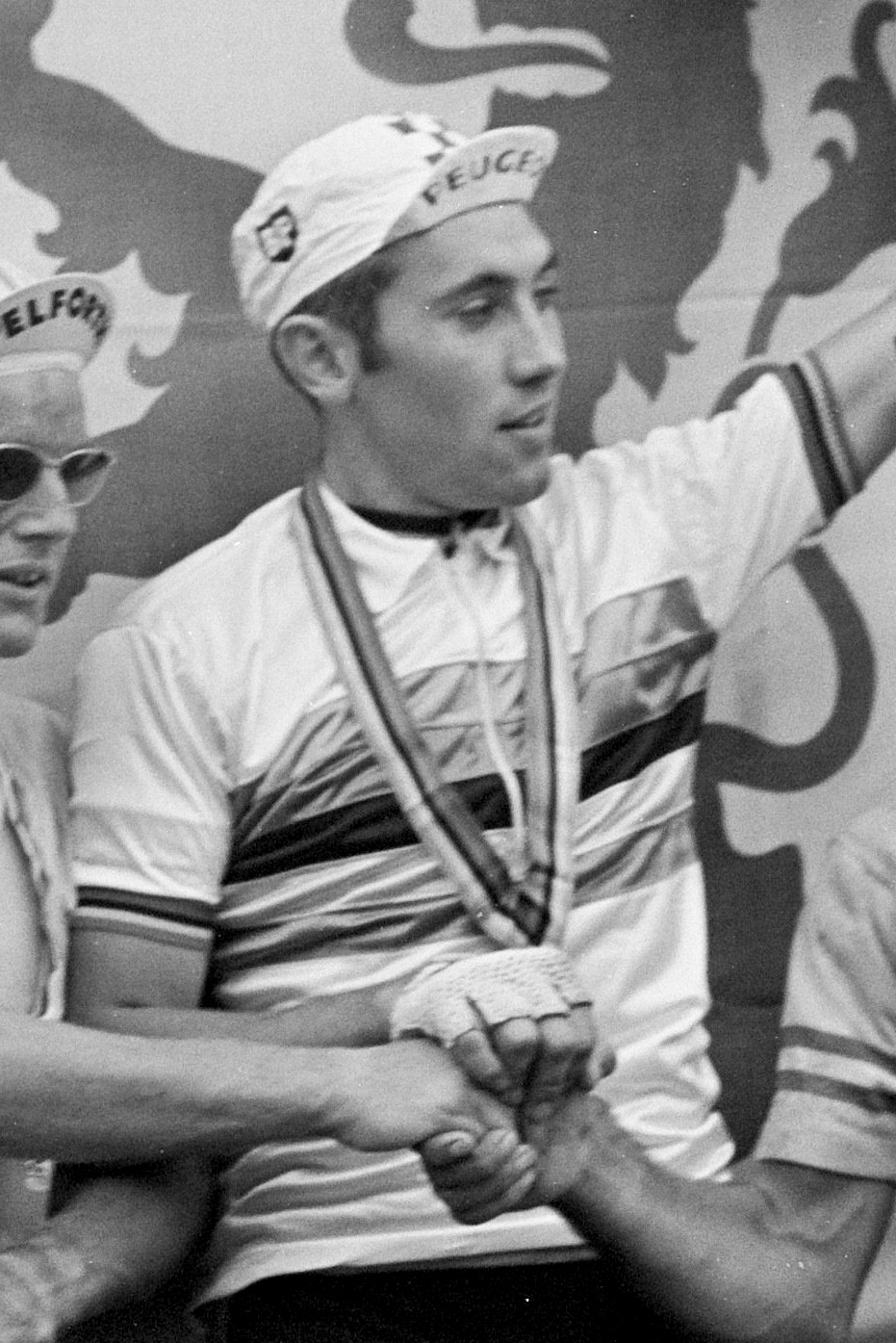
Eddy Merckx (1967)

Das Eintagesrennen Paris–Roubaix 1970 war die 68. Austragung des Radsportklassikers und fand am Sonntag, den 12. April 1970, statt.
Das Rennen führte von Chantilly, rund 50 Kilometer nördlich von Paris, nach Roubaix, wo es im Vélodrome André-Pétrieux endete. Die gesamte Strecke war 266 Kilometer lang. Es starteten 155 Fahrer, von denen sich 43 platzieren konnten. Der Sieger Eddy Merckx absolvierte das Rennen mit einer Durchschnittsgeschwindigkeit von 41,653 km/h.
Während des Rennens regnete es ununterbrochen in Strömen. Hinter dem Wald von Arenberg war die Gruppe der führenden Fahrer auf sieben geschmolzen. Obwohl er mehrfach Reifendefekte hatte, machte Merckx einen derartigen Druck, dass schließlich nur noch Eric Leman und Roger De Vlaeminck mithalten konnten. Schließlich hatte auch De Vlaeminck einen Platten, und Leman war erschöpft, so dass Merckx mit fünf Minuten Vorsprung allein in der Radrennbahn ankam und gewann.